# Pak (priimek)
Pak je priimek več znanih Slovencev in drugih (rusko Пак):
- Ferdo Pak (*1942), industrijski oblikovalec
- Igor Pak (*1971), rusko-ameriški matematik
- Lidija Pak Horvat, novinarka, voditeljica TV
- Maja Pak Olaj, turistična delavka (direktorica Slovenske turistične organizacije)
- Marko Pak (*1971), likovni umetnik, kipar, kurator, organizator (Mb)
- Matija Pak (1819—1881), teolog in filozof, cerkveni pravnik
- Mirko Pak (*1936), geograf, univerzitetni profesor
- Tanja Pak (*1971), unikatna oblikovalka (stekla), fotografinja, prof. ALUO
- Žare Pak, glasbeni producent